# 1992 في فنزويلا
فيما يلي قوائم الأحداث التي وقعت خلال عام 1992 في فنزويلا.

## برامج ومسلسلات وأنمي
- كاساندرا

## مواليد

### أبريل
- 9 أبريل – فرناندو اريستغويتا لاعب كرة قدم فنزويلي.
- 26 أبريل – كارلوس سواريز لاعب كرة قدم فنزويلي.

### مايو
- 5 مايو – داني أوشن مغني فنزويلي.
- 7 مايو – ألبرت راميريز ملاكم فنزويلي.

### يونيو
- 1 يونيو – لويس أركون
- 19 يونيو – كارلوس اسكويس لاعب كرة قدم.

### يوليو
- 9 يوليو – كريستيان نوفوا لاعب كرة قدم فنزويلي.

### سبتمبر
- 13 سبتمبر – الكسندر جونزالز لاعب كرة قدم فنزويلي.
- 19 سبتمبر – خوسيه ميغيل رييس لاعب كرة قدم.

### أكتوبر
- 9 أكتوبر – ايدواردو ليما لاعب كرة قدم فنزويلي.
- 31 أكتوبر – أندريا غاميز لاعبة كرة مضرب فنزويلية.

### نوفمبر
- 9 نوفمبر – رومولو أوتيرو لاعب كرة قدم فنزويلي.
- 11 نوفمبر – فرانسيس سيلفا لاعبة كرة قدم من الولايات المتحدة الأمريكية.
- 20 نوفمبر – أدريانا بيريز لاعبة كرة مضرب فنزويلية.
- 27 نوفمبر – كارلوس ريفيرو لاعب كرة قدم فنزويلي.

## وفيات

### ديسمبر
- 28 ديسمبر – فيسنتي روندون (مواليد 1938) ملاكم فنزويلي.